# Mlynaříkovití
Mlynaříkovití (Aegithalidae) je čeleď malých zpěvných ptáků, zahrnující 13 druhů ve čtyřech rodech.

## Druhy
- Rod Aegithalos
  - Aegithalos fuliginosus, mlynařík čínský
  - Aegithalos glaucogularis
  - Aegithalos iouschistos, mlynařík rezavobřichý
  - Aegithalos bonvaloti, mlynařík rudočelý
  - Aegithalos sharpei
  - Aegithalos leucogenys, mlynařík bělolící
  - Aegithalos niveogularis, mlynařík bělohrdlý
  - Aegithalos caudatus, mlynařík dlouhoocasý
  - Aegithalos concinnus, mlynařík kaštanovotemenný
- Rod Psaltriparus
  - Psaltriparus minimus, mlynařík americký
- Rod Psaltria
  - Psaltria exilis, mlynařík jávský
- Leptopoecile
  - Leptopoecile sophiae, pěnčík středoasijský
  - Leptopoecile elegans, pěnčík chocholatý